# Ерік Бароні
Ерік Бароні (англ. Eric Barone; нар. 3 грудня 1987, Лос-Анджелес) — американський розробник, дизайнер, художник відеоігор, композитор і музикант. Відомий під псевдонімом ConcernedApe. Найбільш відомий створенням гри Stardew Valley.

## Біографія

### Раннє життя
Ерік Бароні народився 3 грудня 1987 року в місті Лос-Анджелес, що в штаті Каліфорнія, США. У молодому віці переїхав до Сіетла й живе там донині. У 2011 році закінчив навчання в Університеті Вашингтона Такоми за спеціальністю «комп'ютерні науки».

#### Stardew Valley
Бароні почав працювати над відеогрою під назвою Stardew Valley у 2012 році. Датою випуску проєкту є 26 лютого 2016. Автор розробив гру самостійно, починаючи від персонажів, анімації, діалогів і музики. З 2019 року Бароні допомагав інший дизайнер.
У 2020 році Бароні оголосив, що працює над кількома новими іграми, принаймні дві з них розгортаються у всесвіті Stardew Valley.  
У лютому 2021 року Бароні і дизайнер настільних ігор Кол Мейдерос випустили спільну адаптацію настільної гри Stardew Valley.

#### Haunted Chocolatier
У жовтні 2021 року Ерік Бароні оголосив, що нова гра під назвою Haunted Chocolatier знаходиться в розробці, дата випуску якої поки не встановлена.